# Кочубеївка (станція)
Кочубеївка — проміжна залізнична станція 4-го класу Сумської дирекції Південної залізниці на електрифікованій лінії Полтава — Люботин між станціями Божків (17,1 км) та Скороходове (8,5 км. Розташована в селі Петрівка Полтавського району Полтавської області.

## Історичні відомості
Станція відкрита 1871 року, в ході будівництва  залізничної лінії Полтава — Харків.
У 1900—1907 роках очільником станції був міщанин Зюбан Степан Михайлович.
Станом на 1902 рік відвантаження зі станції складало 300 тис. пудів (близько 200 тис. пудів збіжжя).
29 грудня 2006 року на станції Кочубеївка відбулося урочисте відкриття нової електрифікованої дільниці Божків — Коломак та розпочалося курсування приміських електропоїздів сполученням Полтава — Коломак та Гребінка — Коломак. 

## Пасажирське сполучення
На станції Кочубеївка зупиняються приміські електропоїзди сполученням Гребінка — Полтава — Огульці.